# The Roman (film 1910)
The Roman è un cortometraggio muto del 1910 diretto da Francis Boggs.

## Produzione
Il film fu prodotto dalla Selig Polyscope Company. Venne girato nei Selig Studio - 1845 Allesandro Street, Edendale, Silver Lake, Los Angeles.

## Distribuzione
Distribuito dalla Selig Polyscope Company, il film - un cortometraggio in una bobina - uscì nelle sale cinematografiche statunitensi il 14 febbraio 1910.